# جزيرة غوسونغ بابيلوكان
جزيرة غوسونغ بابيلوكان وهي جزيرة من جزر إندونيسيا، وتقع في إقليم جاكارتا.